# Vilsandi (plaats)
Vilsandi (Duits: Filsand) is een plaats in de Estlandse gemeente Saaremaa, provincie Saaremaa. De plaats heeft de status van dorp (Estisch: küla) en telt 28 inwoners (2021). Het is de enige plaats op het eiland Vilsandi.
Tot in oktober 2017 lag Vilsandi in de gemeente Kihelkonna. In die maand ging Kihelkonna op in de fusiegemeente Saaremaa.

## Geschiedenis
De plaats werd in 1855 voor het eerst genoemd onder de Russische naam Фильзандъ (Filzand). In 1922 heette de plaats Filsandi. Voor 1855 woonden er wel mensen, maar werd het eiland vooral gebruikt als weidegrond.